# 24 Heures de Daytona 1970
Navigation
Édition précédente Édition suivante
Les 24 Heures de Daytona 1970 (Ninth Annual World's Championship 24 Hours Of Daytona International Road Race), disputées les 31 janvier 1970 et 1er février 1970 sur le Daytona International Speedway, sont la neuvième édition de cette épreuve, la cinquième sur un format de vingt-quatre heures, et la première manche du championnat du monde des voitures de sport 1970.

## Classement de la course
Classement à l'issue de la course (vainqueurs de catégorie en gras), :

### Classés
| Pos. | Catégorie | N° | Écurie                           | Pilotes                                         | Châssis             | Moteur               | Tours/Abandon |
| ---- | --------- | -- | -------------------------------- | ----------------------------------------------- | ------------------- | -------------------- | ------------- |
| 1    | S 5.0     | 2  | John Wyer Automotive Engineering | Pedro Rodriguez Leo Kinnunen Brian Redman       | Porsche 917 K       | Porsche 4.5L Flat-12 | 724           |
| 2    | S 5.0     | 1  | John Wyer Automotive Engineering | Joseph Siffert Brian Redman                     | Porsche 917 K       | Porsche 4.5L Flat-12 | 679           |
| 3    | S 5.0     | 28 | SpA Ferrari SEFAC                | Mario Andretti Arturo Merzario Jacky Ickx       | Ferrari 512S        | Ferrari 5.0L V12     | 676           |
| 4    | P 3.0     | 24 | North American Racing Team       | Sam Posey Mike Parkes                           | Ferrari 312P Coupe  | Ferrari 3.0L V12     | 647           |
| 5    | P 3.0     | 23 | North American Racing Team       | Tony Adamowicz David Piper                      | Ferrari 312P Coupe  | Ferrari 3.0L V12     | 632           |
| 6    | GT +2.0   | 7  | Owens-Corning Fibreglass         | Jerry Thompson John Mahler                      | Chevrolet Corvette  | Chevrolet 7.0L V8    | 608           |
| 7    | S 5.0     | 21 | North American Racing Team       | Gregg Young Luigi Chinetti, Jr.                 | Ferrari 250LM       | Ferrari 3.3L V12     | 603           |
| 8    | S 5.0     | 18 | William Wonder                   | William Wonder Ray Cuomo                        | Ford GT40 Mk I      | Ford 4.9L V8         | 579           |
| 9    | P 3.0     | 40 | Gregg Loomis                     | Gregg Loomis Bert Everett                       | Porsche 906LE       | Porsche 3.0L Flat-8  | 573           |
| 10   | P 3.0     | 33 | Équipe Matra-Simca               | François Cevert Jack Brabham                    | Matra-Simca MS650   | Matra 3.0L V12       | 565           |
| 11   | GT +2.0   | 89 | Cliff Gottliob                   | Cliff Gottliob Dave Dooley                      | Chevrolet Corvette  | Chevrolet 7.0L V8    | 545           |
| 12   | T +2.0    | 12 | Bob Mitchell                     | Bob Mitchell Charlie Kemp                       | Chevrolet Camaro    | Chevrolet 5.0L V8    | 535           |
| 13   | GT +2.0   | 6  | Owens-Corning Fibreglass         | Tony DeLorenzo Dick Lang                        | Chevrolet Corvette  | Chevrolet 7.0L V8    | 534           |
| 14   | GT 2.0    | 74 | Ralph Meaney                     | Ralph Meaney Gary Wright Bill Bean              | Porsche 911S        | Porsche 2.0L Flat-6  | 533           |
| 15   | GT +2.0   | 90 | Or Costanzo                      | Or Costanzo Dave Heinz                          | Chevrolet Corvette  | Chevrolet 7.0L V8    | 521           |
| 16   | GT +2.0   | 14 | Ray Cuomo Racing                 | Ray Cuomo Bernard Gimbel George Lissberg        | Ford Mustang        | Ford 4.7L V8         | 520           |
| 17   | T +2.0    | 95 | Bruce Behrens                    | Mike Brockman John Tremblay                     | Chevrolet Camaro    | Chevrolet 5.0L V8    | 511           |
| 18   | P 3.0     | 34 | Équipe Matra-Simca               | Jean-Pierre Beltoise Henri Pescarolo            | Matra-Simca MS650   | Matra 3.0L V12       | 509           |
| 19   | T +2.0    | 11 | Laurel Racing                    | Larry Brock Larry Dent                          | Chevrolet Camaro    | Chevrolet 5.0L V8    | 507           |
| 20   | GT 2.0    | 78 | Waldron Motors                   | John Belpreche Tony Lilly Don Pickett           | MGB                 | BMC 1.8L I4          | 504           |
| 21   | GT 2.0    | 77 | Waldron Motors                   | Chris Waldron Lowell Lanier Bill Barros         | MGB                 | BMC 1.8L I4          | 490           |
| 22   | T 2.0     | 48 | Del Russo Taylor                 | Del Russo Taylor Hank Sheldon Ron Goldleaf      | Alfa Romeo GTV 1750 | Alfa Romeo 1.75L I4  | 478           |
| 23   | T 2.0     | 38 | Simone N. Fleming                | Paul Fleming Amos Johnson                       | Fiat 124            | Fiat 1.4L I4         | 473           |
| 24   | GT 2.0    | 76 | Scotty Addison                   | Scotty Addison Erhard Dahm                      | Porsche 911S        | Porsche 2.0L Flat-6  | 462           |
| 25   | T +2.0    | 98 | Norberto Mastandrea              | Norberto Mastandrea Smokey Drolet Rajah Rodgers | Chevrolet Camaro    | Chevrolet 5.0L V8    | 409           |
| 26   | T +2.0    | 83 | Collins-Wilson Racing            | Vincent P. Collins Larry Wilson                 | Ford Mustang        | Ford 4.7L V8         | 407           |
| 27   | S 5.0     | 71 | Ray Malle                        | Ray Malle Bob Speakman                          | TVR Vixen Ford      | Ford 1.6L I4         | 364           |

### Abandons
| Class   | No | Team                              | Drivers                                             | Chassis              | Engine                    | Laps |
| ------- | -- | --------------------------------- | --------------------------------------------------- | -------------------- | ------------------------- | ---- |
| GT +2.0 | 9  | Mamie Reynolds Gregory            | Don Yenko Bob Grossman                              | Chevrolet Camaro     | Chevrolet 7.0L V8         | 542  |
| S 5.0   | 25 | North American Racing Team        | Dan Gurney Chuck Parsons                            | Ferrari 512S         | Ferrari 5.0L V12          | 464  |
| GT +2.0 | 8  | Bob Johnson                       | Bob Johnson Robert R. Johnson Jim Greendyke         | Chevrolet Corvette   | Chevrolet 7.0L V8         | 457  |
| GT 2.5  | 47 | Sports Motors                     | Jim Bandy Fred Stevenson Carl Williams              | Lotus Europa         | Ford 1.6L I4              | 442  |
| S 5.0   | 30 | Scuderia Picchio Rosso            | Corrado Manfredini Gianpiero Moretti                | Ferrari 512S         | Ferrari 5.0L V12          | 412  |
| P 3.0   | 53 | Hans Laine                        | Hans Laine Gijs van Lennep                          | Porsche 908/02       | Porsche 3.0L Flat-8       | 385  |
| GT 2.0  | 43 | William Harris                    | William Harris Robert E. Lewis                      | Austin-Healey Sprite | BMC 1.3L I4               | 373  |
| GT 2.0  | 72 | Jacques Duval                     | Jacques Duval Bob Bailey                            | Porsche 911 T        | Porsche 2.0L Flat-6       | 365  |
| T +2.0  | 97 | Preston Hood                      | John Elliott Don Gwynne, Jr.                        | Chevrolet Camaro     | Chevrolet 5.0L V8         | 354  |
| S 5.0   | 3  | Porsche Salzburg                  | Kurt Ahrens, Jr. Vic Elford                         | Porsche 917 K        | Porsche 4.5L Flat-12      | 337  |
| GT +2.0 | 94 | Susan T. Cummings                 | Don Cummings Warren Stumes                          | Shelby GT350         | Ford 4.7L V8              | 327  |
| T +2.0  | 15 | Bob Fryer                         | Ed Lowther Bob Nagel                                | Chevrolet Camaro     | Chevrolet 5.0L V8         | 320  |
| S 5.0   | 20 | North American Racing Team (NART) | Harley Cluxton Gordon Tatum                         | Ferrari 365 GTB/C    | Ferrari 3.3L V12          | 308  |
| S 5.0   | 17 | Trevor Graham                     | Piers Forrester Andrew Hedges                       | Ford GT40 Mk I       | Ford 4.9L V8              | 299  |
| GT 2.0  | 77 | Jennings/Keyser                   | Bruce Jennings Bob Tullius                          | Porsche 911T         | Porsche 2.0L I6           | 279  |
| T 2.0   | 88 | Dieter Oest                       | Barry Batchin Dieter Oest                           | Lancia Fulvia HF     | Lancia 1.6L V4            | 268  |
| T 2.0   | 84 | HCAS                              | Walter Brown Joe Marcus Jim R. Sandman              | BMW 2002             | BMW 2.0L I4               | 257  |
| T 2.0   | 85 | Robert Whitaker                   | Robert Whitaker Richard Krebs Harvey Eckoff         | Volvo 122 S          | Volvo 1.8L I4             | 243  |
| T +2.0  | 92 | Flem-Car                          | Donna Mae Mims Jim Corwin Fred Pipen                | Chevrolet Camaro     | Chevrolet 5.0L V8         | 220  |
| T +2.0  | 0  | Roger Penske Racing               | Mark Donohue Peter Revson                           | AMC Javelin          | AMC Rambler 5.0L V8       | 205  |
| P 3.0   | 73 | Ring Free Oil Racing              | Bobby Rinzler Charles Reynolds                      | Austin-Healey Sprite | BMC 1.3L I4               | 178  |
| S 5.0   | 22 | North American Racing Team        | Ronnie Bucknum Wilbur Pickett                       | Ferrari 365 GTB/4    | Ferrari 4.4L V12          | 142  |
| T +2.0  | 96 | Vincenzo Gimondo                  | Vince Gimondo Chuck Dietrich                        | Chevrolet Camaro     | Chevrolet 5.0L V8         | 130  |
| S 5.0   | 27 | SpA Ferrari SEFAC                 | Jacky Ickx Peter Schetty                            | Ferrari 512S         | Ferrari 5.0L V12          | 115  |
| P 3.0   | 16 | Ring Free Oil Racing              | Jim Baker Clive Baker                               | Chevron B16          | Ford-Cosworth FVC 1.8L I4 | 108  |
| GT +2.0 | 91 | John Greenwood                    | Allan Barker John Greenwood Richard Hoffman         | Chevrolet Corvette   | Chevrolet 7.0L V8         | 101  |
| S 5.0   | 39 | Rainer Brezinka                   | Rainer Brezinka Horst Petermann Rudy Bartling       | Porsche 906          | Porsche 1.9L Flat-6       | 96   |
| S 5.0   | 26 | SpA Ferrari SEFAC                 | Nino Vaccarella Ignazio Giunti                      | Ferrari 512S         | Ferrari 5.0L V12          | 89   |
| T +2.0  | 93 | Jim Harrell                       | Jim Harrell Len Magner                              | Ford Mustang         | Ford 4.7L V8              | 89   |
| P 3.0   | 37 | Fred Opert                        | Brian Robinson Hugh Kleinpeter Fred Opert           | Chevron B16          | Ford-Cosworth FVC 1.8L I4 | 85   |
| S 5.0   | 19 | Auto Enterprises                  | Francis C. Grant Ray Heppenstall Joe Marcus         | Ford GT40 Mk I       | Ford 4.9L V8              | 82   |
| T +2.0  | 66 | Ed Matthews                       | Ed Matthews Don Sesslar Al Weaver                   | Ford Mustang         | Ford 4.7L V8              | 63   |
| T 2.0   | 86 | Arthur Mollin                     | Arthur Mollin Art Riley                             | Volvo 122 S          | Volvo 1.8L I4             | 54   |
| GT 2.0  | 70 | Paul Stanford                     | James Patterson Paul Stanford                       | Porsche 911T         | Porsche 2.0L I6           | 29   |
| GT +2.0 | 46 | Jack Haywood                      | Claibourne Darden Warren Matzen                     | Shelby GT350         | Ford 4.7L V8              | 26   |
| T 2.0   | 55 | Jack Kearney                      | Don Kearney Dick Roberts Wayne Purdy                | Datsun 510           | Datsun 1.6L I4            | 24   |
| S 5.0   | 5  | Randy's Auto Body Shop            | John Cannon George Eaton                            | Lola T70 Mk.IIIB     | Chevrolet 5.0L V8         | 0    |
| P 3.0   | 54 | Juan Manuel Fangio                | Carlos Pairetti Alain de Cadenet Jorge Omar del Río | Porsche 908/02       | Porsche 3.0L Flat-8       | 0    |